# Aanvaarding
Aanvaarding, in spiritualiteit, mindfulness en humanistische psychologie, is zowel de bereidheid om een situatie te aanvaarden als de ervaring van een situatie zonder de bedoeling die situatie te willen veranderen. Aanvaarding bestaat zowel uit vrijwilligheid als tolerantie, zonder evenwel het aspect 'dulden' of 'berusting' in die laatste betekenis. Aanvaarding drukt immers een positieve waardering uit, in tegenstelling tot 'dulden' dat een indirecte afwijzing inhoudt. Aanvaarding is sterk gerelateerd aan het woord 'acceptatie'.

## Voorwerp, persoon en context
Het object van de aanvaarding kan het gedrag van anderen zijn, een persoon of een groep die een bepaalde rol of functie vervult, aanbiedingen zoals offertes of voorstellen van derden, of doelstellingen of waarden die voorheen vreemd waren.
Aanvaarding kan geuit worden op en ondervonden worden bij persoon, gedragingen of voorstellen in de relaties op microniveau (groep of dyade) maar ook op macrovlak (samenleving, cultuur en politiek). De aanvaarding betekent ook een bewust of onbewust oordeel vellen aan de hand van subjectieve waardeoordelen. Men kan niet zonder object aanvaarden, het gaat steeds om de aanvaarding van iets, niet aanvaarding zonder meer of an sich.
De aanvaarding is individueel en persoonlijk, van de situatie of de zaak, waardoor aanvaarding een handeling van de vrije wil inhoudt, ondanks het schijnbaar passieve element. Aanvaarding kan conflicteren met het gevoel.
Daarnaast is aanvaarding ook onderhevig aan de context, aan voorwaarden die zowel de persoon die aanvaard als het voorwerp van aanvaarding beïnvloeden.

## Aanvaarding en verandering
Aanvaarding vereist niet dat verandering mogelijk is of zelfs overwogen wordt, noch vereist het dat de situatie gewenst of positief gewaardeerd wordt door het te aanvaarden. Aanvaarding wordt meestal overwogen wanneer de situatie zowel afkeer oproept als onveranderlijk is, of wanneer mogelijke veranderingen gepaard gaan met aanzienlijke kosten of een groot risico. Aanvaarding kan in negatieve zin een beperking betekenen in de pogingen om mogelijke verandering te realiseren maar tevens staan voor een cognitieve of emotionele ingesteldheid of toestand. Het kan zijn dat iemand geen actie onderneemt tegen een situatie en toch kan zeggen dat hij het niet aanvaard heeft.
Binnen de dialectische gedragstherapie wordt hierboven genoemde these-antithese tussen aanvaarding en verandering verworpen. In de plaats hiervan wordt gesteld dat beiden onderdeel kunnen zijn van één enkel organisme.

## Aanvaarding en weerstand
Aanvaarding is het tegendeel van weerstand of aversie, al heeft die term sterke politieke en psychoanalytische connotaties die in veel situaties niet van toepassing zijn. Binnen de Acceptance and Commitment Therapy wordt aanvaarding of acceptatie als tegendeel beschouwd van het concept 'psychische inflexibiliteit' of experiëntiële vermijding: de onwil om onvermijdelijk menselijk lijden te ervaren.
Aanvaarding wordt soms in de context van gewilligheid. Zo kan iemand terechtkomen in een niet gekozen, onafwendbare situatie en deze toch gewillig accepteren.
Noties van aanvaarding zijn terug te vinden in veel vormen van geloof en meditatiegebruiken, zoals in de Boeddhistische eerste nobele waarheid : 'Leven is lijden', wat mensen aanzet om te aanvaarden dat lijden deel uitmaakt van de werkelijke aard van het leven.

## Aanvaarding in psychotherapie
Binnen de Acceptance and commitment therapy (ACT) wordt het begrip aanvaarding of acceptatie als een van zes grondprocessen binnen een gedragstherapeutische behandeling gezien, evenals mindfulness. Aanvaarding wordt binnen ACT gedefinieerd als de bereidheid om onvermijdelijke en onveranderlijke zaken in het leven als onvermijdelijk en onveranderlijk onder ogen te zien, zonder ze te willen veranderen.